# Busso von Bismarck
Busso von Bismarck, eigentlich Busso Klaus Jobst Valentin Ludolf von Bismarck (* 1. Mai 1824 in Schönhausen; † 10. Oktober 1887 in Gotha) war ein deutscher Richter. Er gehörte dem Preußischen Abgeordnetenhaus an.

## Familie
Er war Sohn des Friedrich von Bismarck und der Mutter Charlotte geb. von Bredow. Er selbst heiratete 1869 Pauline Borchmann. Aus der Ehe ging der Sohn Busso hervor.

## Leben
Er studierte Rechtswissenschaft und trat in den preußischen Justizdienst ein. Er war 1855 Gerichtsassessor bei der Staatsanwaltschaft in Marienburg, später in Anklam. Ab 1869 war er Kreisgerichtsrat in Flatow und ab 1871 Direktor des dortigen Kreisgerichts. Im Jahr 1874 wechselte er in derselben Funktion an das Kreisgericht Merseburg. Im Jahr 1879 war er Landgerichtsdirektor am Landgericht Liegnitz. Ein Jahr später wurde er Präsident des Landgerichts in Schneidemühl. Dieselbe Funktion hatte er ab 1883 am Landgericht Cottbus. Sei 1887 war er Senatspräsident am Oberlandesgericht Breslau.
Von Bismarck betätigte sich auch politisch als konservativer und freikonservativer Abgeordneter im Preußischen Landtag. Dem Abgeordnetenhaus gehörte er von 1870 bis 1876 und von 1882 bis 1887 an.
Busso von Bismarck starb im Oktober 1887 im Alter von 63 Jahren in Gotha. Er wurde auf dem Friedhof der Dorotheenstädtischen und Friedrichswerderschen Gemeinden in Berlin beigesetzt (Grablage: Feld CL). Die Grabstätte ist erhalten.